# Somalia na Mistrzostwach Świata w Lekkoatletyce 2013
Somalia na Mistrzostwach Świata w Lekkoatletyce 2013 – reprezentacja Somalii podczas czempionatu w Moskwie liczyła 1 zawodnika.

## Występy reprezentantów Somalii
| Konkurencja             | Zawodnik          | Runda 1  | Runda 1 | Półfinał | Półfinał | Finał    | Finał   |
| Konkurencja             | Zawodnik          | Rezultat | Pozycja | Rezultat | Pozycja  | Rezultat | Pozycja |
| ----------------------- | ----------------- | -------- | ------- | -------- | -------- | -------- | ------- |
| Bieg na 1500 m mężczyzn | Omar Mohamed Abdi | 4:00,00  | 34.     | NQ       | NQ       | NQ       | NQ      |